# Alexandre Bosch
Alexandre Bosch i Catarineu (Barcelona, 19 de octubre de 1882 - Sevilla, 19 de marzo de 1939) fue un abogado, empresario y político de Cataluña, España, hijo de Rómulo Bosch que fue alcalde de Barcelona. Miembro del Partido Liberal, seguidor del Conde de Romanones como su padre, fue miembro de la Diputación de Barcelona y diputado al Congreso por el distrito electoral de Vich en las elecciones generales de 1916. Posteriormente fue uno de los fundadores de la Unión Monárquica Nacional. Después de la proclamación del Estado Catalán en octubre de 1934 fue nombrado delegado de la Generalidad de Cataluña en Gerona.